# 琉球石鳖
琉球石鳖（学名：Acanthopleura loochooana），是新石鳖目石鳖科海胆石鳖属的一种。主要分布于台湾，常栖息在潮间带的岩礁上。
根據 Catalogue of Life 的紀錄，本物種沒有亞種。